# Горбачёва, Елена Александровна
Елена Александровна Горбачева (5 июня 1987, Красноярск) — российская футболистка, полузащитница. Мастер спорта России международного класса по футзалу (2011), Мастер спорта России по футболу (2013).
Елена Горбачева забила 5 мячей за клуб «Энергия» Воронеж в розыгрыше Лиги чемпионов УЕФА в ворота «Шкипонят» (Македония) и «Университет» (Литва).
Забила 6 мячей в самом результативном матче на Кубок России по футболу, 26.04.2009: «Рязань-ВДВ» — «ГосУниверситет» (Иваново) 25:0.
В розыгрышах Лиги чемпионов УЕФА провела 5 матчей, в том числе за «Ладу» 1 матч, за «Энергию» 3 матча и за «Зоркий» 1 матч.
В конце карьеры выступала в мини-футболе за клуб «Сибирячка-КГПУ».

## Достижения
- Чемпионка России (1): 2012/2013[4]
- Вице-чемпионка России (1): 2010
- Бронзовый призёр чемпионата России (1): 2004
- Финалист Кубка России (1): 2010